# Твои глаза (пісня)
«Твои глаза» — російськомовна пісня Світлани Лободи. Продюсер — Нателла Крапівіна. Автор музики та слів  — Ігор Майський, також у написанні слів взяли участь сама артистка і Рита Дакота. Прем'єра відбулася 6 вересня 2016 року в iTunes.

## Опис
У трекові поєднані семпли 1970-х років.

### Кліп
Відеокліп знімали в іспанській Андалусії. За словами продюсера Крапівіної, головна ідея кліпу — чоловік і жінка часто опиняються в ситуаціях, коли їм здається, що вони з різних планет. Відео присвячене людям, які зустрілися, полюбили, але не змогли зрозуміти один одного.

### Пародія на композицію
Гумористично-музичний проєкт «MDMA», який спеціалізується на пародіях та кавер-версіях зробив пародію на кліп «Твои глаза». При цьому актор театру та кіно Олександр Жеребко виступив у ролі сусіда. Кліп-пародія з назвою «Твої друзі» показує проблему, яка часто зустрічається у стосунках, коли дівчина бачить друзів свого хлопця зовсім не так, як він їх бачить та навпаки, хлопець бачить подруг своєї дівчини по-своєму.

## Композиції
| #  | Назва                                    | Автор        | Тривалість |
| -- | ---------------------------------------- | ------------ | ---------- |
| 1. | «Твои глаза»                             | Ігор Майский | 3:53       |
| 2. | «Твои глаза (DJ Antonio Extended Remix)» | Ігор Майский | 4:52       |

## Учасники запису
- Світлана Лобода — вокал, автор (слова)
- Ігор Майский — автор,композитор (музика)
- Рита Дакота — автор (слова)
- Нателла Крапівіна — продюсер

## Чарти
| Рік  | Назва        | Чарти                                   | Чарти                              | Чарти                      | Чарти                            | Чарти                         | Чарти                            | Чарти                                  |
| Рік  | Назва        | Росія та СНД (TopHit Загальний Топ-100) | Росія (TopHit Московський Топ-100) | Росія (TopHit СПб Топ-100) | Україна (TopHit Україна Топ-100) | Україна (TopHit Київ Топ-100) | Радіочарт за заявками TopHit 100 | Росія та СНГ (TopHit Загальний річний) |
| ---- | ------------ | --------------------------------------- | ---------------------------------- | -------------------------- | -------------------------------- | ----------------------------- | -------------------------------- | -------------------------------------- |
| 2016 | «Твои глаза» | 1                                       | 13                                 | 1                          | 2                                | 1                             | 8                                | -                                      |